# Mighty Times: The Children’s March
Mighty Times: The Children’s March – amerykański krótkometrażowy film dokumentalny z 2004 roku.

## Nagrody
| Nazwa nagrody | Wygrane                                                                        | Nominacje    |
| ------------- | ------------------------------------------------------------------------------ | ------------ |
| Oscar         | 2005 Najlepszy krótkometrażowy film dokumentalny Robert Houston, Robert Hudson | 2005 wygrana |